# Боселли, Мауро
Мауро Боселли (исп. Mauro Boselli; родился 22 мая 1985 в Буэнос-Айресе) — аргентинский футболист, нападающий.

## Биография
Воспитанник клуба «Бока Хуниорс» (до 12 лет занимался также в школе клуба «Олл Бойз»). Дебютировал в Примере 6 июля 2003 года в матче «Боки» против «Росарио Сентраль» (победа 7:2). В сезоне 2005/06 выступал за испанскую «Малагу B», после чего вернулся в Боку и завоевал в её составе Кубок Либертадорес 2007.
До того в «Золотом матче» Апертуры 2006 его клуб уступил «Эстудиантесу», в который Боселли перейдёт в 2008 году. Причина перехода — необходимость в игровой практике, поскольку конкурировать с легендой «Боки» Мартином Палермо и игроком сборной Аргентины Родриго Паласио молодому футболисту было крайне сложно.
Дебют за «Эстудиантес» в 2008 году был очень удачным — в первых 13 играх за «студентов» Боселли забил 7 голов.
В 2009 году Боселли помог своей команде добраться до финала Кубка Либертадорес (впервые за 38 лет). В итоге, клуб стал победителем турнира впервые за 39 лет. Сам Боселли с 8-ю забитыми мячами стал лучшим бомбардиром. Он забил победный гол в ответном матче против «Крузейро» (2:1) на стадионе Минейрао.
29 июня 2010 года подписал контракт с «Уиган Атлетик» сроком на 4 года.
13 января 2011 года перешёл в итальянский клуб «Дженоа» на правах аренды с возможностью последующего выкупа.
Сезон 2011/12 проведёт на родине на правах аренды в «Эстудиантесе».
28 января 2013 года вновь перебрался в Италию, заключив арендное соглашение с «Палермо» до конца сезона. Вскоре стал игроком мексиканского «Леона», где за пять лет забил более 100 мячей в чемпионате страны и стал капитаном команды.
В 2019 году перешёл в бразильский «Коринтианс».

## Титулы
Командные
- Чемпион Аргентины (1): Апертура 2003
- Обладатель Кубка Англии (1): 2012/13
- Чемпион Мексики (2): Апертура 2013, Клаусура 2011
- Чемпион Парагвая (1): Клаусура 2021
- Обладатель Кубка Либертадорес (2): 2007, 2009
- Обладатель Южноамериканского кубка (1): 2004
- Финалист Южноамериканского кубка (1): 2008

Личные
- Лучший бомбардир чемпионата Аргентины (1): Клаусура 2010
- Лучший бомбардир чемпионата Мексики (1): Апертура 2014
- Лучший бомбардир Кубка Либертадорес (1): 2009 (8 голов)